# Phoenix (Oregon)
Phoenix é uma cidade localizada no estado norte-americano de Oregon, no Condado de Jackson.

## Demografia
Segundo o censo norte-americano de 2000, a sua população era de 4060 habitantes.
Em 2006, foi estimada uma população de 4378, um aumento de 318 (7.8%).

## Geografia
De acordo com o United States Census Bureau tem uma área de
3,2 km², dos quais 3,2 km² cobertos por terra e 0,0 km² cobertos por água.

## Localidades na vizinhança
O diagrama seguinte representa as localidades num raio de 16 km ao redor de Phoenix.